# Tuktoyaktuk
| Tuktoyaktuk Tuktuyaaqtuuq           |                             |
|                                     |                             |
| Coordenadas: 69°26′34"N, 133°1′52"O |                             |
| Território                          | Territórios do Noroeste     |
| Incorporado em                      | 1 de Abril de 1970          |
| Prefeito                            | Ernie Bernhardt             |
|                                     |                             |
| Área                                |                             |
| - Cidade                            | 11,07 km²                   |
| Altitude                            | 5 m, 15 ft                  |
| Fuso horário                        | UTC -7/-6                   |
| População (2006)                    |                             |
| - Cidade                            | 870                         |
| - Densidade                         | 78,6 hab/km², 203,6 hab/mi² |
| Website: www.tuk.ca/                |                             |

Tuktoyaktuk ou Tuktuyaaqtuuq é uma vila canadense localizada no norte do Oceano Ártico, na região de Inuvik nos Territórios do Noroeste. Fica acima do Círculo Polar 
Ártico e mais conhecida pelo seu apelido Tuk.

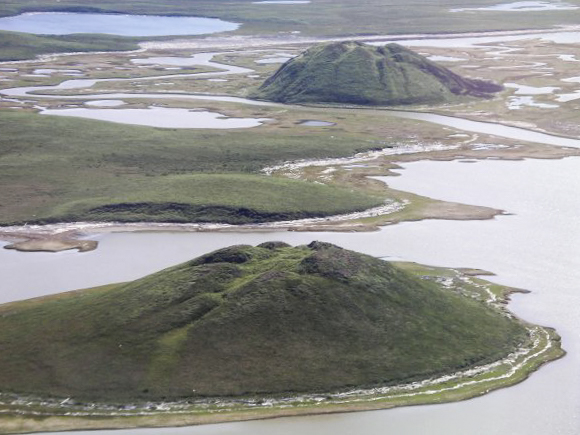
Vista de Pingos próximos a Tuktoyaktuk

Sua População é de aproximadamente de 870 habitantes.